# جوانان (باسخن)
جوانان (بالفارسية: جونان) هي قرية تقع في إيران في البلدة المركزية. يقدر عدد سكانها بـ 673 نسمة بحسب إحصاء 2016.